# Santiago Dexeus
Santiago Dexeus y Trias de Bes (Barcelona, 22 de julio de 1935- Madrid, 12 de abril de 2024) fue un médico español, doctor en obstetricia y ginecología. Santiago Dexeus fue director científico de la Clínica Ginecológica Women's, de la cual fue cofundador junto a su hijo el Doctor Damián Dexeus y al Doctor Francisco Carmona.
Hijo del también ginecólogo Santiago Dexeus Font y hermano del doctor José María Dexeus, con quien fundó el Instituto Universitario Dexeus, del que fue obligado a desvincularse en 2009 en contra de su voluntad. 

## Biografía
En 1959 se licenció en Medicina por la Universidad de Barcelona y en 1963 se especializó en Obstetricia y Ginecología. En 1967 se doctoró con Premio Extraordinario por la Universidad de Madrid, con la tesis "Discariosis".
Inició su carrera profesional en 1959 como médico interno residente en la Maternidad Provincial de Barcelona. Posteriormente fue médico becario en Saint Mary's Hospital de Mánchester (1961), en la Maternidad Universitaria de Ginebra (1962), en el Laboratoire de Hispatologie, en el Hospital de Créteil y el de Broca, todos ellos en París (1962-1963) y el Policlínico Careggi de la Facultad de Medicina de Florencia (1964).
En 1965 regresó a Barcelona como médico adjunto en Obstetricia y Ginecología de la Maternidad Provincial de Barcelona, hasta 1972. Paralelamente, fue director del Centro de Lucha Anticancerosa (1967-1972) de la misma Maternidad. En 1973, junto a su hermano José María Dexeus, fundó el Instituto Dexeus, heredero de la Clínica Mater —primera maternidad privada española— creada por su padre. Fue director del Departamento de Ginecología y Obstetricia del Instituto Dexeus hasta 2004; en este período el centro logró hitos de la medicina española como la primera inseminación artificial y fecudanción in vitro.
En 2008, tras un largo pleito legal, fue destituido de su actividad médica en el Instituto Universitario Dexeus y obligado a transmitir sus acciones del Consultorio Dexeus (sociedad profesional gestora del Departamento de Ginecología y Obstetricia del Instituto Dexeus), en virtud de los acuerdos vigentes entre los socios, que establecen la jubilación forzosa a los 65 años. Aunque el ginecólogo recurrió judicialmente, la demanda fue archivada. En 2010, junto a su hijo Damián Dexeus, fundó un nuevo consultorio, Somdex Ginecología, en la clínica Tres Torres de Barcelona. En 2016 Dexeus padre e hijo, en asociación con esta clínica y el doctor Francisco Carmona, abrieron Women's Health Institute, un centro especializado en salud de la mujer.
A lo largo de su carrera, Dexeus tuvo un papel activo en múltiples instituciones profesionales y académicas, tanto nacionales como internacionales. Presidió la Comisión Nacional de Obstetricia y Ginecóloga (1992-2002) y la Sociedad Española de Patología Cervical y Colposcopia (1991-1993). Fue socio fundador de la Sociedad Española de Oncología y miembro numerario de la Sociedad Española de Ginecología y Obstetricia (SEGO), de la Real Academia de Medicina de Cataluña y de la Real Academia Europea de Doctores. A nivel internacional, fue miembro de la Federación Internacional de Ginecología y Obstetricia (FIGO), miembro fundador de la Academia Internacional de Citología y presidente de la International Federation of Cervical Pathology and Colposcopy (IFCPC, 2005-2007), de la European Federation of Colposcopy (2007-2010), así como presidente de honor de la Sociedad Europea de Oncología Ginecológica (ESGO).

### Trayectoria académica y docente
Fue profesor de la Facultad de Medicina de la Universidad Autónoma de Barcelona entre 1998 y 2008, dirigiendo la Cátedra de Investigación en Obstetricia y Ginecología de este centro. Fue ponente en la Universidad de Chicago, en la Universidad de Harvard y en la Universidad de Miami. En 1996 fue nombrado doctor honoris causa por la Universidad de Coímbra.
Fue director de Progresos de Obstetricia y Ginecología, publicación oficial de la Sociedad Española de Ginecología y Obstetricia (SEGO). Fue también miembro del comité editorial de múltiples revistes científicas, como Acta Ginecológica, Toko-Ginecología Práctica, The Cervix, European Journal of Obstetrics and Gynecology and Reproductive Biology, CME Journal of Gynecologic Oncology y ASCCP's Journal of Lower Genital Tract Disease.

### Trayectoria política
En 1983 fue candidato al Senado de España por el Centro Democrático y Social (CDS) —votación convocada para reemplazar al fallecido senador Alexandre Cirici—, sin obtener el escaño, al resultar elegido el socialista Jesús Felipe Armendáriz.

## Premios y reconocimientos
- Gran Cruz de la Orden Civil de Sanidad (1999)[8]
- Medalla de Oro al Mérito en el Trabajo (2004)[9]
- Medalla al trabajo President Macià (2006)
- Creu de Sant Jordi (2009)